# Sulechów
Sulechów (dawniej oraz tuż po II wojnie światowej Cylichów; niem. Züllichau) – miasto w zachodniej Polsce, w województwie lubuskim, w powiecie zielonogórskim, siedziba gminy miejsko-wiejskiej Sulechów. Wchodzi w skład Lubuskiego Trójmiasta.
Według danych GUS z 31 grudnia 2022 w mieście zamieszkiwało 15 676 osób.

## Położenie
W ujęciu historycznym Sulechów zaliczany jest do Dolnego Śląska. Od 1234 r. należał do księstwa głogowskiego. W 1482 r. – wraz z księstwem krośnieńskim – został przyłączony do Nowej Marchii. W latach 1815–1945 zlokalizowany był natomiast w granicach prowincji Brandenburgia, zaś od 1945 r. do dziś usytuowany jest na terytorium Polski. W latach 1945–1950 administracyjnie należał do województwa poznańskiego, w latach 1950–1975 – do „dużego” województwa zielonogórskiego, zaś w latach 1975–1998 – do „małego” województwa zielonogórskiego. Od 1 stycznia 1999 leży w województwie lubuskim.
Według danych z 1 stycznia 2022 powierzchnia miasta w granicach geodezyjnych wynosi 6,83 km² (683 ha).
Sulechów zlokalizowany jest w rozwidleniu dwóch dróg krajowych – drogi ekspresowej S3, łączącej Świnoujście z Lubawką oraz drogi krajowej nr 32, łączącej Poznań z Zieloną Górą. W odległości 14 km od miasta znajduje się port lotniczy Zielona Góra-Babimost.

## Historia

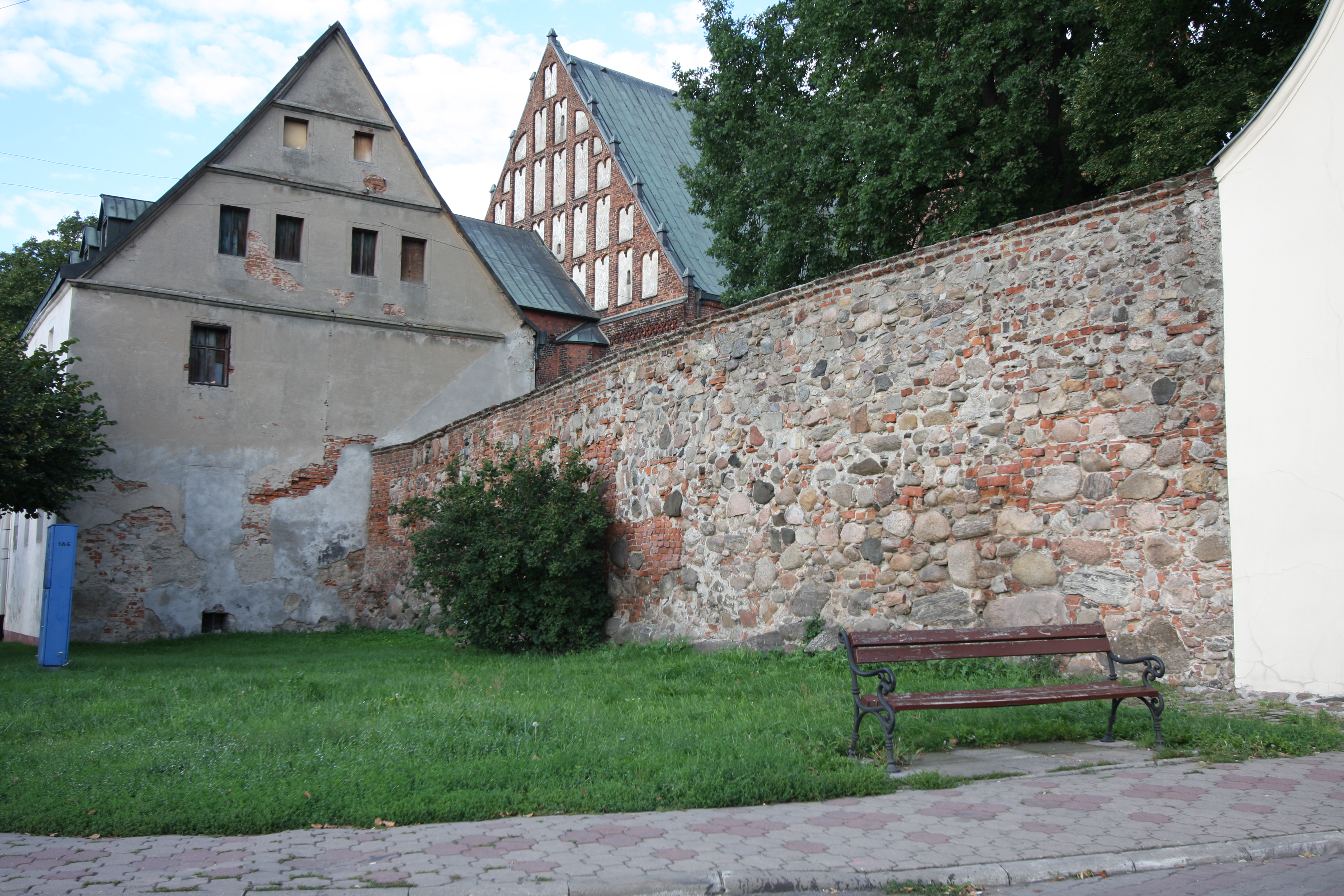
Mury obronne

Początki miasta sięgają czasów pierwszych Piastów. Sulechów wchodził w skład państwa Mieszka I. Wskutek rozbicia dzielnicowego Polski, Sulechów stanowił część księstwa śląskiego, a od połowy XIII wieku część księstwa głogowskiego. W 1482 stał się częścią Marchii Brandenburskiej. W XVI wieku i XVII wieku miasto przeżywało rozkwit, dzięki rozwojowi handlu, rzemiosła i tkactwa. Sukna z Sulechowa sprzedawano w Wielkopolsce i na Śląsku. Od 1684 r. do 1725 r. w Sulechowie odbywały się polskie nabożeństwa kalwińskie. Król Prus Fryderyk Wilhelm I założył koszary i rozmieszczono w mieście wojsko. W 1723 r. założono dom dla sierot, a w 1766 r. powstało Królewskie Pedagogium. W marcu 1735 w Sulechowie zatrzymały się władze konfederacji dzikowskiej, wspierającej Stanisława Leszczyńskiego.

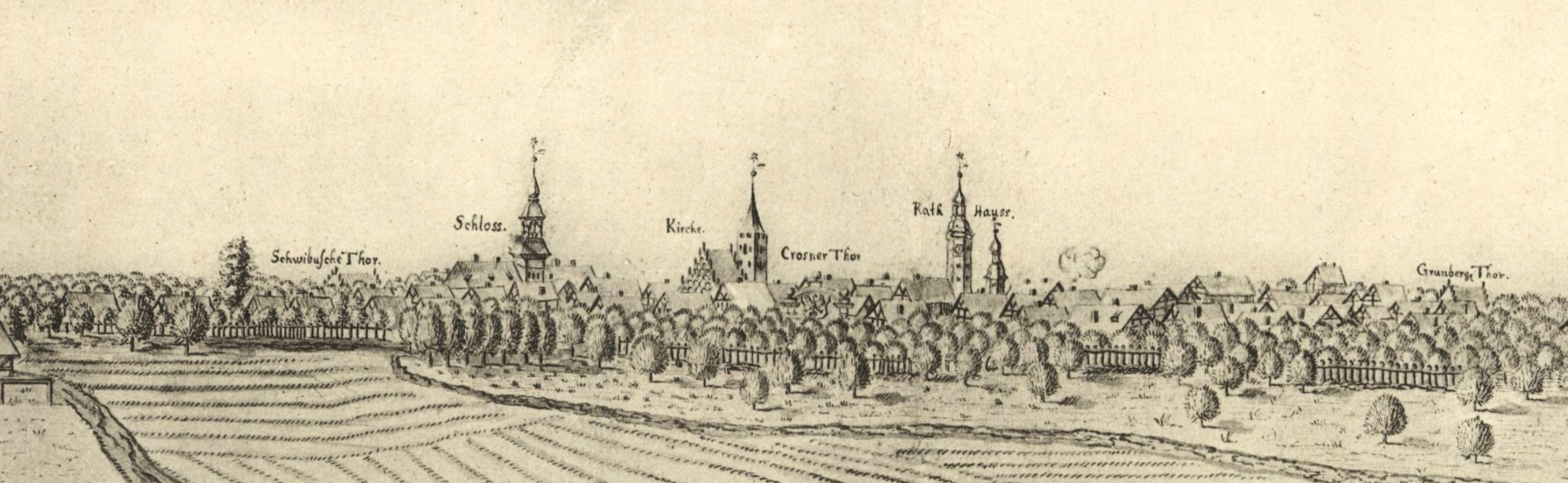
Panorama Sulechowa z XVII wieku

XIX wiek był okresem dynamicznego rozwoju Sulechowa, miasto wraz z okolicą w tym okresie było żywotnym ośrodkiem polskich migrantów. Początkiem XX wieku wykonano instalacje wodociągowe i kanalizacyjne, wybrukowano nawierzchnie, powstało wiele budynków, rozpoczął się proces nowoczesnego uprzemysłowienia. W 1919 czterech powstańców wielkopolskich zmarło w Sulechowie jako więźniowie Niemiec.
U schyłku II wojny światowej przez Sulechów przeszedł zorganizowany przez Niemców marsz śmierci Żydówek z rozwiązanego podobozu obozu koncentracyjnego Groß-Rosen w Sławie. Z końcowym okresem wojny, wraz z wyparciem Wehrmachtu 30 stycznia 1945 r. Sulechów został zdobyty. Tego dokonały oddziały 9 Samodzielnego Korpusu Pancernego gen. por. Iwana Kiriczenki z 33 Armii 1 Frontu Białoruskiego.
Po objęciu władzy przez Polaków, przy ul. Poznańskiej odsłonięto płytę pamiątkową ku czci poległych żołnierzy radzieckich. Sulechów wraz z Ziemiami Zachodnimi został włączony do Polski, jego niemiecka ludność została wysiedlona do państw niemieckich. Obecna nazwa miasta została administracyjnie zatwierdzona 7 maja 1946 r.

## Siedziba powiatu
Sulechów był ośrodkiem administracyjnym istniejącego w latach 1951–1975 Powiatu sulechowskiego na obszarze obecnych powiatów zielonogórskiego i nowosolskiego (województwo lubuskie). Powiat ten obejmował miasta Babimost i Kargowa oraz gminy Bojadła, Kolsko i Trzebiechów. Przy reformie administracyjnej w 1999 r. powiatu nie przywrócono, a Sulechów włączono do powiatu zielonogórskiego.

## Zabytki
Do wojewódzkiego rejestru zabytków wpisane są:
- miasto,
- kościół parafialny pod wezwaniem Podwyższenia Krzyża Świętego z XIV–XVII wieku,
- plebania z XVIII wieku,
- zbór kalwiński, obecnie Hala Widowiskowa, z połowy XVIII wieku, 1959 r., w ostatnich latach wyremontowany i zaadaptowany na salę kinowo-widowiskową, przy Alei Wielkopolskiej,
- zamek z wieżą, ul. Wielkopolska 2, z XV–XVIII wieku, przy Alei Wielkopolskiej,
- mury obronne, miejskie z połowy XIV wieku, XVI wieku, zbudowane z kamienia polnego i cegły, częściowo zniszczone, zachowane w znacznych fragmentach na granicy średniowiecznej części miasta,
- brama Krośnieńska, niem. Crossener Tor, z 1704 r., jedyna zachowana z czterech istniejących niegdyś bram miejskich; ceglana, tynkowana konstrukcja z 1704 r. o typowych cechach barokowych, bogato zdobiona i połączona z fragmentami zachowanych murów obronnych,
- ratusz miejski z XVIII/XIX wieku,
- aleja lipowa, przy drodze Sulechów–Krężoły, z połowy XIX wieku,
- aleja lipowo-klonowo-kasztanowcowa, przy drodze Sulechów–Skąpe, z XIX/XX wieku,
- domy, ul. Armii Krajowej 1, 1a niezidentyfikowany, 7, 21 nie istnieje, 22/23, 25/26, 56, 57, 59, 61, 62, 67, 74, 75, z XIX/XX wieku,
- zespół szkolny „Pedagogium”, ul. Armii Krajowej 46–51, z 1733 r., w połowie XIX wieku: gimnazjum „Pedagogium”, obecnie Wyższa Szkoła Administracji, ul. Armii Krajowej 51; szkoła, obecnie ośrodek szkolno-wychowawczy, ul. Armii Krajowej 50, internat, obecnie dom studenta, ul. Armii Krajowej 48, sala gimnastyczna, ul. Armii Krajowej 46, dom mieszkalny, ul. Armii Krajowej 46, park szkolny z XIX wieku,
- dom, ul. Brama Piastowska 1, z połowy XIX wieku,
- dom, ul. Handlowa 5, z XVIII wieku,
- domy, ul. Łukasiewicza 12, 13, 14, z XIX/XX wieku,
- domy, ul. Niepodległości 2 nie istnieje, 9, 10, 11, 15, 16, 25, 28, 29, 30 willa i budynek gospodarczy, ogród; 33, 35, 42, 43, z XIX/XX wieku,
- domy, ul. Okrężna 4, 13, 14, z XVIII/XIX wieku,
- dom, pl. Ratuszowy 7, z połowy XIX wieku,
- domy, ul. Sikorskiego 5, 8, 9, 10, 20 kamienica, 21, 22, 25, z XIX/XX wieku,
- domy, ul. Styczniowa 6, 21, 24, 27, 31 nie istnieje, 35, 39, z XIX/XX wieku,
- dom, ul. Szkolna 5, szachulcowy, z XVIII wieku,
- domy, ul. Jana Pawła II 2, 3, 11, 14, 16/17, 24, 25, 27, z XIX/XX wieku,
- dom, ul. Wielkopolska 4, z XIX/XX wieku,
- domy, ul. Zwycięstwa 15, 21a, 25, 32, z XIX/XX wieku,
- domy, ul. Żeromskiego 12, 28, 33, 34, 35, 39, z XIX/XX wieku,
- domy, ul. Żwirki i Wigury 7, 8, 10, z XIX/XX wieku,
- wieża ciśnień, ul. Styczniowa, z końca XIX wieku,
- kościół pw. św. Stanisława Kostki.

### Obiekty zabytkowe niezachowane
- Brama Zielonogórska, niem. Grünberger Tor, średniowieczna, rozebrana w 1714 r., do czasów obecnych zachował się, dawniej przylegający do Bramy Zielonogórskiej, fragment murów przy skrzyżowaniu ulic Sikorskiego i Nowy Rynek (teren zwany był w przeszłości Grünberger Torplatz – Placem Bramy Zielonogórskiej)[17][18][19].

## Kultura
- Sulechowski Dom Kultury
  - Chór Cantabile
  - Studio Tańca „Dream”
  - Orkiestra rozrywkowa
  - Teatrzyk „Śpiewu i Tańca”
  - Studio piosenki
  - Orkiestra dęta
  - Sekcja szachowa
  - Sekcja historyczna
  - Młodzieżowa Rada Miasta
- Sulechowskie Towarzystwo Kultury
- Sulechowskie Towarzystwo Historyczne
- Bractwo Historyczne Drużyna Sulecha

## Biblioteka
Decyzję o utworzeniu miejskiej biblioteki publicznej w Sulechowie podjęto jesienią 1948 r., a jej uroczyste otwarcie nastąpiło 15 stycznia 1949 o godzinie 16 w sali kina „Orzeł”. Ówczesne zbiory biblioteczne składały się z 487 książek. Według danych na koniec 2010 r. biblioteka, mieszcząca się przy ulicy Jana Pawła II posiada w swoim księgozbiorze 92 095 woluminów. Na terenie miasta znajduje się 1 filia biblioteczna, a na pozostałym obszarze gminy 5 filii, położonych w Brodach, Cigacicach, Kalsku, Kijach i Pomorsku. Głównym zadaniem biblioteki jest „zaspakajanie potrzeb czytelniczych społeczności miejskiej i gminnej”.

## Media
Od maja 2001 r. Urząd Miejski w Sulechowie wydaje bezpłatne czasopismo lokalne o charakterze informacyjnym „Biuletyn Informacyjny Miasta i Gminy Sulechów”. Rozchodzi się ono w nakładzie 1000 egzemplarzy. Od grudnia 2002 r. w mieście wydawany jest także miesięcznik „Gazeta Sulechowska”, mający nakład 1500 egzemplarzy. Pismo to ma charakter informacyjno–publicystyczny i opiniotwórczy.

## Edukacja i nauka
- Przedszkola:
  - nr 5
  - nr 6 „Tęczowa Szóstka”
  - nr 7 „Pod Muchomorkiem”

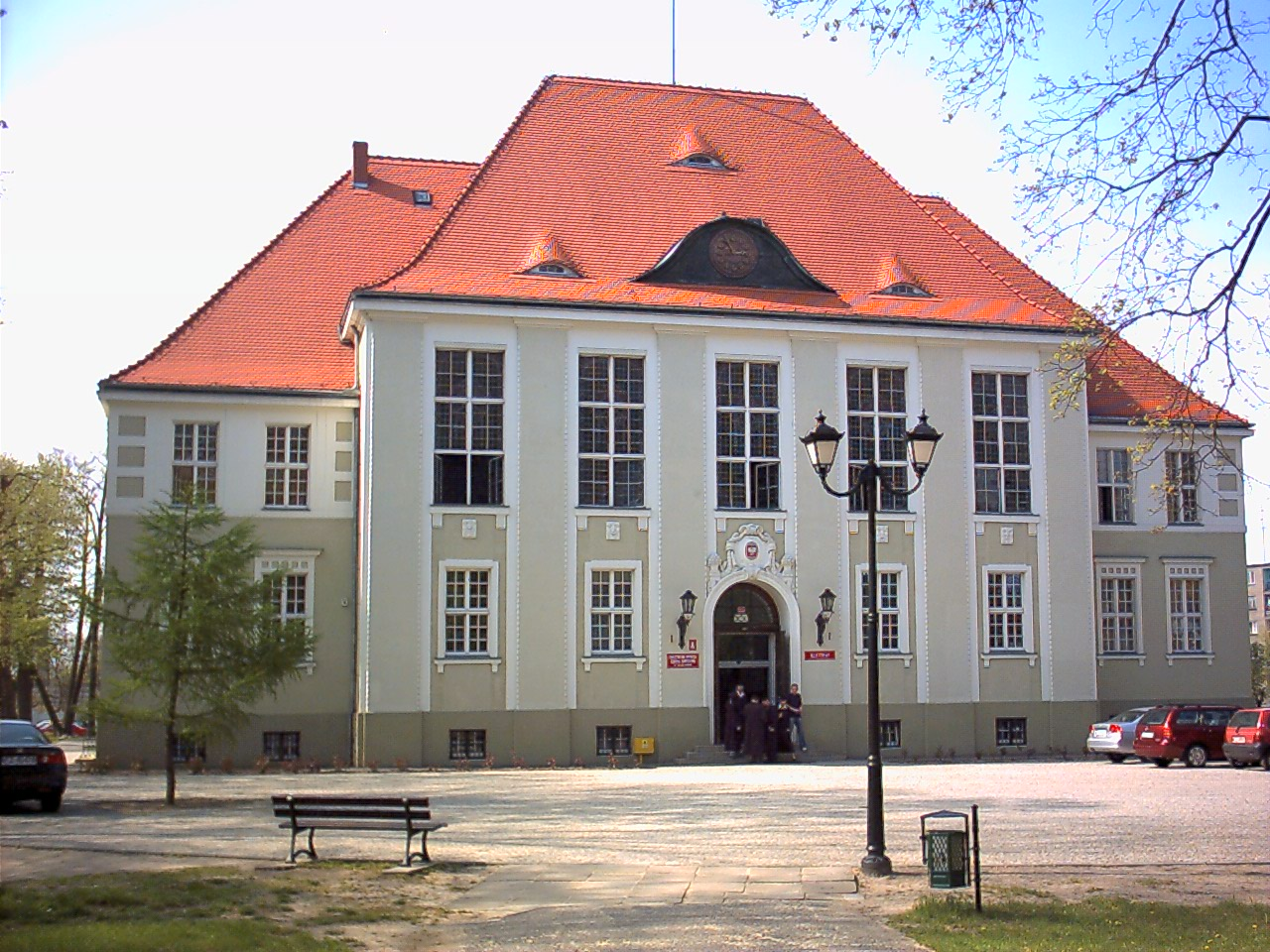
Państwowa Wyższa Szkoła Zawodowa w Sulechowie

  - Przedszkole Niepubliczne „Dobra Wróżka”
  - Niepubliczne Przedszkole „Gucio”
  - Niepubliczne Przedszkole „Słoneczko” z Oddziałem Integracyjnym (wcześniej Norlandia Sulechów)
- Szkoły podstawowe:
  - nr 1 im. gen. Józefa Bema
  - nr 2 im. Jana Pawła II
  - nr 3 im. Janusza Kusocińskiego
- Szkoły specjalne:
  - Specjalny Ośrodek Szkolno-Wychowawczy/SP, ZSZ, SPP
- Szkoły średnie:
  - Liceum Ogólnokształcące im. rotmistrza Witolda Pileckiego
  - Centrum Kształcenia Zawodowego i Ustawicznego
  - Prywatne Liceum Ogólnokształcące
  - Prywatne Liceum Ogólnokształcące „Edukacja” dla dorosłych

Od 1 września 1998 do 1 września 2017 w Sulechowie działała szkoła wyższa – Państwowa Wyższa Szkoła Zawodowa (do 30 października 2001 pod nazwą – Wyższa Szkoła Zawodowa Administracji Publicznej). Od 1 września 2017 wydział zamiejscowy Uniwersytetu Zielonogórskiego.

## Infrastruktura

### Transport drogowy
W mieście oraz jego bezpośrednim sąsiedztwie krzyżują się drogi o znaczeniu krajowym oraz wojewódzkim.
| Znak  | Droga                     | Trasa |
| ----- | ------------------------- | --- |
| S3    | droga ekspresowa S3 (E65) | Świnoujście – Goleniów – Szczecin – Gorzów Wielkopolski – Świebodzin – Zielona Góra – Sulechów – Lubin – Legnica – Bolków             |
| DK32  | droga krajowa nr 32       | granica z Niemcami – Gubinek – Krosno Odrzańskie – Zielona Góra – Sulechów – Wolsztyn – Rakoniewice – Grodzisk Wielkopolski – Stęszew |
| DW277 | droga wojewódzka nr 277   | Skąpe – Łochowo – Sulechów |
| DW278 | droga wojewódzka nr 278   | Szklarka Radnicka – Sulechów – Trzebiechów – Bojadła – Konotop – Sława – Wschowa                                                      |

W czasach Polski Ludowej, do grudnia 1985 roku Sulechów leżał przy drogach państwowych nr 46 (część międzynarodowej E14 – „Traktu Piastowskiego”) i 44.

### Transport autobusowy

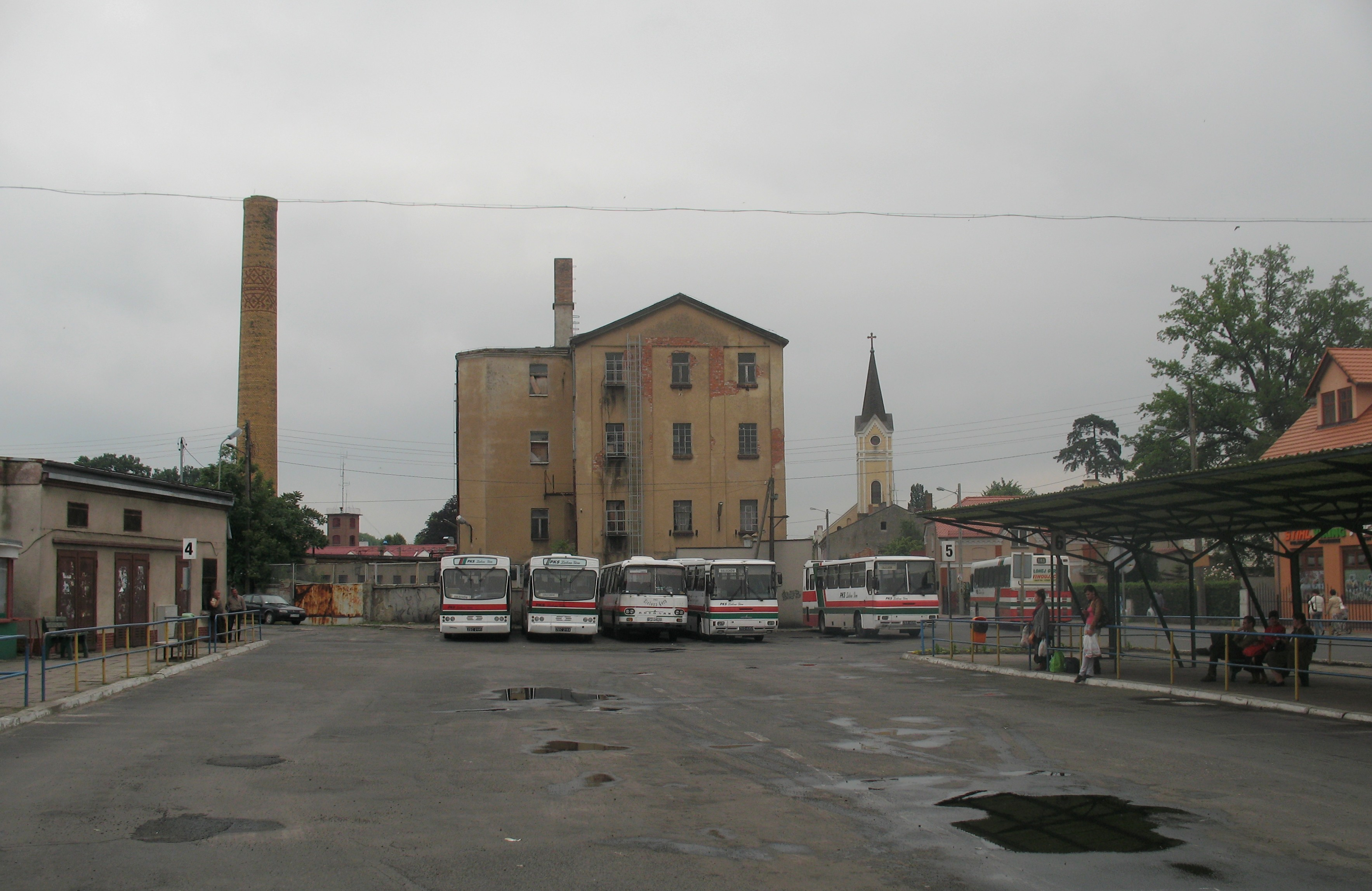
Dworzec autobusowy

W mieście jest dworzec autobusowy, mieszczący się przy ulicy Polskiego Czerwonego Krzyża 10. Zatrzymują się na nim autobusy Przedsiębiorstw Komunikacji Samochodowej, głównie PKS Zielona Góra, które zarządza dworcem. W Sulechowie także znajduje się kilka przystanków autobusowych.
Pasażerów w Mieście Sulechów obsługuje również przedsiębiorstwo przewozowe DA-MI, realizując regularne przewozy osób na liniach komunikacyjnych z i do Zielonej Góry, Babimostu, Podmokla Małego oraz Kargowej.

### Transport kolejowy

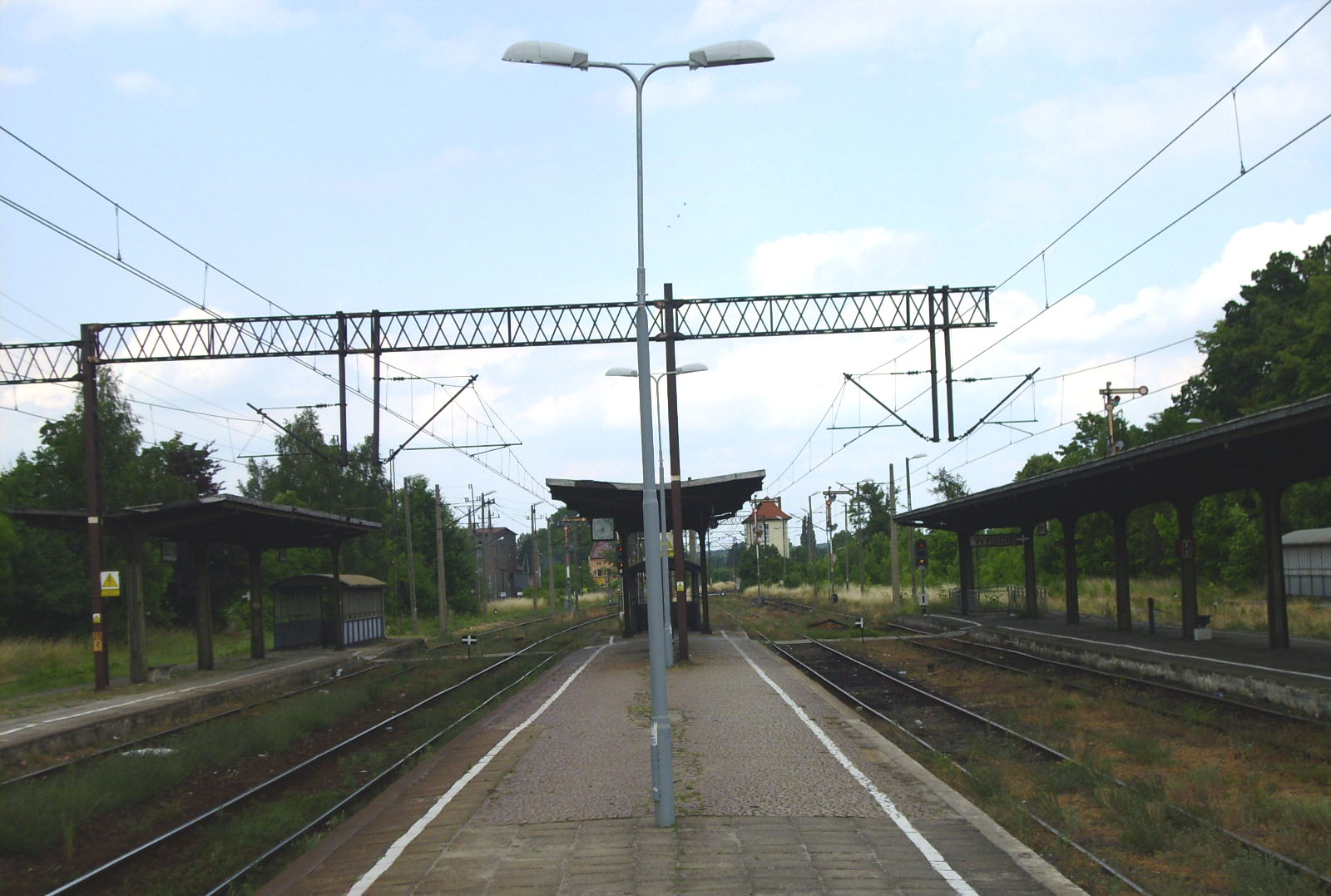
Perony stacji Sulechów (2008)

Sulechów ma bezpośrednie połączenia kolejowe z Zieloną Górą, Gorzowem Wielkopolskim, Warszawą, Poznaniem, Gdańskiem.

### Inne
W Sulechowie, przy placu biskupa Wilhelma Pluty, znajduje się postój taksówek osobowych.
Od czerwca 2007 r. w centrum miasta funkcjonuje strefa płatnego parkowania, obejmująca ulice: Plac Ratuszowy, Plac biskupa Wilhelma Pluty, M. Kopernika, Wł. Sikorskiego, Nowy Rynek, F. Chopina oraz Łukasiewicza.

## Współpraca międzynarodowa
Po transformacji systemowej władze Sulechowa nawiązały współpracę z trzema jednostkami administracyjnymi (kolejność alfabetyczna):
- Criuleni (rejon) – od 12 października 2009[36]
- Fürstenwalde/Spree (gmina) – od 10 stycznia 2014[37]
- Rushmoor (dystrykt / okręg) – od lat 80. XX wieku (nieoficjalnie), od 2001 (oficjalnie)[38]

## Demografia
- Piramida wieku mieszkańców Sulechowa w 2014 r.[39]

## Sport i rekreacja
- Ośrodek Sportu i Rekreacji
  - Basen kryty
  - Stadion miejski
- Kluby sportowe
  - Zawisza Sulechów (siatkówka)
  - Orion Sulechów (siatkówka)
  - Lech Sulechów – klub piłki nożnej założony w 1945 r. i grający na Stadionie Miejskim w Sulechowie
  - Klub Spinningowy Kleń Sulechów
  - Uczniowski Klub Sportowy „Trójka” Sulechów (akrobatyka sportowa)
  - Uczniowski Klub Sportowy „Jedynka” Sulechów (akrobatyka sportowa, skoki na trampolinie)

## Wspólnoty wyznaniowe

### Kościół katolicki
Większość mieszkańców samego Sulechowa, jak i całej gminy stanowią wyznawcy Kościoła rzymskokatolickiego. W mieście znajdują się dwie parafie: Parafia Podwyższenia Krzyża Świętego, mieszcząca się przy placu Kościelnym 4 (obejmuje także kościół filialny w Kalsku) oraz Parafia św. Stanisława Kostki, mająca swoją siedzibę przy ulicy Odrzańskiej 63 (obejmuje także kościół filialny w Mozowie). Od kilku lat istnieje również parafia garnizonowa obejmująca swoim działaniem służby mundurowe i ich rodziny.

### Kościół Zielonoświątkowy
Na terenie miasta działalność duszpasterską prowadzi także Kościół Zielonoświątkowy, protestancka wspólnota o charakterze ewangelicznym. Zbór Kościoła Zielonoświątkowego w Sulechowie, należący do okręgu zachodniowielkopolskiego Kościoła Zielonoświątkowego w RP, znajduje się przy ulicy Jana Pawła II 17. Zgodnie z danymi na dzień 31 grudnia 2010 r., posiada on mniej niż 50 członków, czyli osób, które przyjęły chrzest wodny i uzyskały członkostwo w lokalnym zborze.

### Świadkowie Jehowy
Na terenie miasta działalność kaznodziejską prowadzą także dwa zbory Świadków Jehowy: Sulechów-Południe i Sulechów-Północ (w tym grupa języka migowego). Sala Królestwa znajduje się przy ul. Czereśniowej 2.

## Lista osób związanych z Sulechowem

### Ludzie urodzeni w Sulechowie
W Sulechowie urodziło się między innymi czterech późniejszych olimpijczyków (stan na 2020) – Ryszard Białowąs, Klaus-Dieter Ludwig, Aleksandra Miciul i Łukasz Żygadło czy Olga Tokarczuk, laureatka Nagrody Nobla w dziedzinie literatury za rok 2018.

### Honorowi Obywatele Gminy Sulechów
3 kwietnia 2001 Rada Miejska w Sulechowie przyjęła uchwałę, w myśl której ustanowiono honorowe wyróżnienie o nazwie „Honorowe Obywatelstwo Gminy Sulechów”. Po raz pierwszy godność tę nadano 12 września 2002, podczas XXXVII zwyczajnej sesji Rady Miejskiej w Sulechowie (kadencja 2002–2006). Wyróżniono wówczas 6 osób. W sumie tytuł Honorowego Obywatela Gminy Sulechów przyznano 13 osobom, w tym 3 obcokrajowcom.